# O človeku, ki je šel iskat pravičnejšega od Boga
O človeku, ki je šel iskat pravičnejšega od Boga je slovenska ljudska pravljica. Besedilo spada v literarno zvrst epike ali proze. 

## Povzetek pravljice
Siromak se pritožuje nad pravičnostjo Boga, ker dopušča revščino in bogastvo. Odpravi se iskat pravičnika. Na svoji poti sreča dolgobradega moža - Boga, ki se mu ne zdi dovolj pravičen, saj dopušča bogastvo in revščino. Potem sreča škrata, ki se mu zdi pravičen, ker nikomur nič ne daje, niti ne jemlje. Na koncu svoje poti sreča belo ženico - smrt, ki se mu zdi najpravičnejša, saj ne izbira med revnimi in bogatimi. Smrt ga popelje v veliko poslopje polno lučk, ki predstavljajo življenja. Lučka, ki še komaj brli je njegova. Po pregovarjanju s smrtjo in njeno sodbo se siromak vda in umre.

## Analiza
Pravljica ima značilen začetek »Živel je siromak,...«. Na poti sreča 3 osebe: Boga, škrata in smrt. Število tri je pravljično število. Tu imamo tudi trojno enotnost časa, kraja in prostora. Vse se dogaja na siromakovi poti v določenem času, kraju in prostoru. Njegova pot iskanja lahko predstavlja tudi njegovo življenjsko pot. Ljudje celo življenje nekaj iščemo in na svoji poti srečujemo različne ljudi, ki nam ponujajo rešitve našega iskanja in na koncu, ko to najdemo se ustavimo. Vse ljudi pa na koncu življenjske poti ustavi smrt in tako je ustavila tudi siromaka. Zanimivo je, da se mu bela žena - smrt pridruži in je ne sreča. Smrti po navadi ne srečamo, ampak nas pride iskat, ko napoči naš čas. Smrt, je v tej pravljici bela. Bela barva predstavlja nedolžnost, čistost, zimo - v naravi je sneg, tišina in taka je tudi smrt, ker ko nekdo umre vsi obnemijo. Ciklusi človeškega življenja: pomlad - mladost, poletje - višek življenja, jesen - zrelost in obiranje sadov življenja, zima - starost in s tem smrt. Nad sodbo Boga se vsi ljudje pritožujemo, ob sodbi smrti pa obnemimo. Sodbi Boga se upiramo, sodbi smrti pa se vdamo v usodo. Smrt vedno zmaga in nikomur ne prizanaša.

## Podobne pravljice
Kralj na smrt bolan je tudi pravljica, kjer je kralj na smrtni postelji in nobeno zdravilo mu ne pomaga. Njegovi kraljevi poslanci so našli najsrečnejšega človeka, katera srajca bi rešila kralju življenje. A ta najsrečnejši človek je bil brez srajce in kralj je umrl. Kralju ni pomagalo vso bogastvo, da bi bil srečen in zdrav in ni mogel odkupiti življenja. 
Pravljica o smrti - smrt pride po bogatina. Ta jo povabi v svojo vinsko klet, jo opije in zapre v sod. Ven je ne spusti sedem let. V sedmih letih se svet pomnoži in pohudobi, ker nihče ne umre. Bog pošlje angela na zemljo k bogatinu, naj izpusti smrt. Bogatin jo izpusti pod pogojem, da smrt obljubi, da ga ne bo nikoli več prišla iskat. Smrt je še bolj podivjala in je nadomestila izgubo za sedem let in s kugo in drugimi boleznimi pomorila ljudi. Bogatin pa se je počasi staral in postal nadležen sebi in drugim. Smrt ga ni prišla iskat, zato se jo je odpravil iskat in jo išče še danes. Našel pa jo bo, ko bo sodni dan. Smrti nikoli ne moremo ukaniti, tudi s prevaro ne. Tudi v tej pravljici smrt zmaga, ker se izogiba bogatina, on pa trpi in jo še vedno išče. Človek obrača, smrt obrne.